# Макарій (Павлідіс)
Митрополит Макарій (грец. Μητροπολίτης Μακάριος, в миру Павлос Павлідіс, грец. Παῦλος Παυλίδης; нар. 24 вересня 1937, Янница, Пелла, Греція) — єпископ Константинопольської православної церкви, митрополит Анейский (із 2018).

## Біографія
Народився 24 вересня 1937 року в Янниці, в номі Пелла в Греції, де з 1947 по 1953 роки навчався в гімназії.
З 1953 по 1959 роки навчався в Афоніаді на Афоні. 12 квітня 1955 року прийняв чернецтво в монастирі Кутлумуш.
З 1959 по 1963 роки навчався в Халкинській богословській школі, де 2 лютого 1961 року був висвячений у сан ієродиякона.
19 травня 1963 року в храмі святого Димитрія в Татавлі митрополитом Філадельфійським Яковом (Дзанаварисом) висвячений у сан ієромонаха.
Закінчивши навчання, повернувся на Афон, але в 1964 році на запрошення митрополита Фіатирського і Великобританського Афінагора (Кокінакіса) переїхав до Великої Британії і був прийнятий в клір Фіатирської єпархії з центом у Лондоні. Заснував парафію святого Георгія в Кінгстоні, де служив до січня 1959 року.
У січні 1959 року разом з митрополитом Філадельфійським Яковом, призначеним патріаршим екзархом Австралійської архієпископії, направлений на служіння в Мельбурн.
Після того, як митрополит Яків був призначений митрополитом Німецьким, архімандрит Макарій пішов за ним, і з 6 грудня 1969 року служив в клірі Німецької митрополії в Бонні. 3 грудня 1971 року був призначений протосинкелом Німецької митрополії. Разом з митрополитом Яковом реорганізував Німецьку митрополію, щоб задовольнити потреби мігрантів.
3 листопада 1985 року був висвячений у сан титулярного єпископа Лампсакского, вікарія Швейцарської митрополії. Був ректором освітнього центру Константинопольської патріархії в Шамбезі.
10 липня 2018 року Священним Синодом Константинопольської православної церкви обраний митрополитом Анейским.
16 червня 2019 року прибув з пастирським візитом у Волинську єпархію Православної церкви України де здійснив молитву за загиблими військовими АТО\ООС.